# Charles Baudelaire
Charles Pierre Baudelaire, född 9 april 1821 i Paris, död 31 augusti 1867 i Paris, var en fransk poet, författare och litteraturkritiker som vid sidan av Walt Whitman anses vara den litterära modernismens stamfader. Baudelaire var en föregångare till de dekadenta och symbolistiska litterära rörelser som kom att frodas, främst i Paris, under 1800-talets slut. Han framstod som ett ideal och utgjorde en primär inspirationskälla för yngre poeter och författare som Verlaine, Rimbaud, Huysmans, Richepin och Rollinat. Hans diktning har utövat stort inflytande över den moderna litteraturen och han framstår som en av världslitteraturens mera betydande författare.

## Liv och verk
Som sexåring miste Baudelaire sin ålderstigne far och växte upp i sin mors och styvfars hus. Efter att ha levt bohemliv i Quartier Latin från 1839 sändes han i maj 1841 av styvfadern till Ostindien på ett handelsfartyg. Avsikten med resan var att han skulle övervinna sin böjelse för författarskap och istället intressera sig för handelsyrket. Detta lyckades inte, men sjöresan var betydelsefull för Baudelaires framtida diktning genom den kärlek till orientalisk färg och doft, den betagenhet av österländsk landskaps- och kvinnoskönhet, som sedan dess aldrig upphörde att vara inspirationskälla för honom. Baudelaire återkom till Paris år 1842, blev myndig och fick då ut sitt fadersarv. Nu kunde han inte hindras från att ägna sig åt litteraturen och bröt med sin familj.

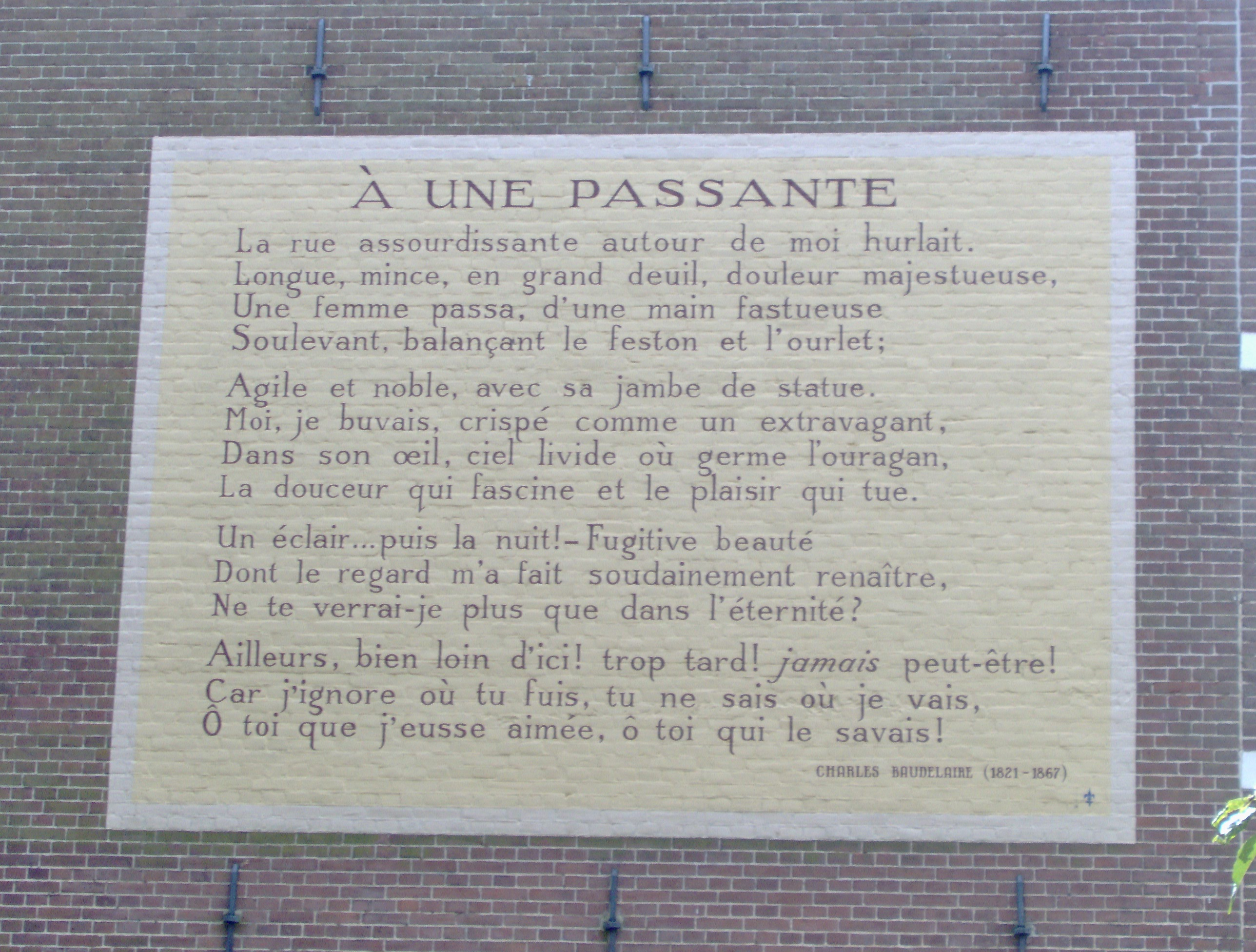
À une passante (Till en förbipasserande), en sonett ur Les Fleurs du Mal som väggdikt på Zoeterwoudsesingel 55 i Leiden.

Åren 1842–1845 skrev han större delen av de dikter som, efter noggrann formell utarbetning, offentliggjordes 1857 under titeln Fleurs du mal (i svensk tolkning: Ondskans blommor). Före den länge uppskjutna utgivningen hade Baudelaire framträtt inför allmänheten som konstkritiker i anti-akademisk anda och börjat ge ut översättningar av Edgar Allan Poe. Fleurs du mal väckte stort uppseende genom sin formfulländade pregnans och det egenartade innehållet. Vissa stycken väckte emellertid skandal, varför Baudelaire ställdes inför rätta. Till följd av domstolens utslag måste sex dikter uteslutas som sedlighetssårande och i den nya upplagan från 1861 ersättas med andra. 
År 1847 publicerade Baudelaire sin enda roman, La Fanfarlo (i svensk tolkning: Fanfarlo), som är en självironisk skildring av livet som dandy i Paris, där Baudelaires älskarinna Jeanne Duval har stått modell för La Fanfarlo. Hans övriga verk utgörs av en samling Petits poèmes en prose (i svensk översättning 1983: Små prosadikter: le spleen de Paris), Les paradis artificiels, opium et haschich (1859) (i svensk tolkning: De artificiella paradisen), vars ena hälft är översatt från Thomas de Quinceys Confessions of an English Opium Eater, och den Wagner-entusiastiska R. Wagner et Tannhäuser à Paris. 
Baudelaire var begiven på skörlevnad och olika droger, och han dog 46 år gammal utfattig i Paris. En huvudanledning till hans tidiga död var att han led av syfilis. Efter Baudelaires död utgavs Souvenirs, correspondances etc. suivies de pièces inédites i två volymer 1869 respektive 1872. Hans Œuvres complétes har utkommit i en stor mängd upplagor.

## Stil och strömning

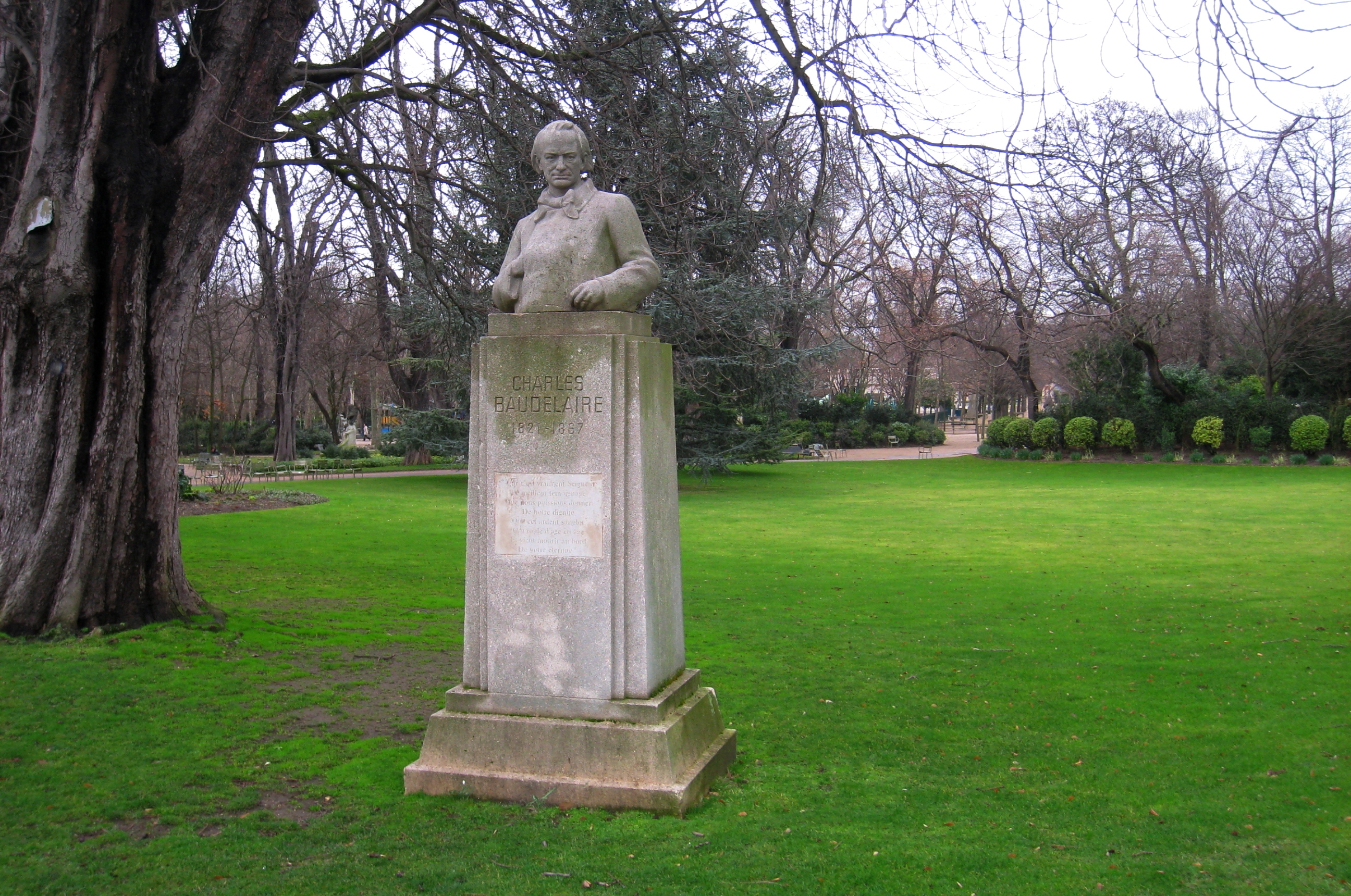
Staty av Baudelaire i Jardin du Luxembourg i Paris.

Baudelaires utgångspunkt som skald är den grupp av senromantiker, som ofta kallas "les parnassiens" (parnassen). Dess ledare var Théophile Gautier, till vilken Baudelaire med uttryck av djupaste beundran ägnade Fleurs du mal och som efter Baudelaires död skrivit en monografi över honom. I likhet med dem diktade han sig bort ifrån verkligheten och drömde om exotiska sensationer samt dyrkade den tekniska sidan av sin konst. Han undvek i sin diktning det retoriska elementet, uttryck för lidelsen och den slaviskt trogna efterbildningen av verkligheten. Han kunde därför bli pretentiös i sin stil, men aldrig banal. Från den torrhet och tomma form, vari les parnassiens urartade, räddades han genom sin förmåga att finna symboler för och analogier mellan de mest skilda ting. Av den anledningen blev Baudelaire symbolismens föregångsman. 
Med denna romantiska stämning förband sig hos Baudelaire en individuell bisarrhet[källa behövs] som gjorde att han föredrog det artificiella och konstlade, det som avlägsnade människan från naturen. Han var likgiltig eller kände motvilja för det enkla och friska. Det klassiska stilidealet var honom otillräckligt, och han blev teoretikern för "les décadents", dekadenterna, i det han proklamerade en till ytterlighet känslig och på nydaningar rik form, som kunde ge uttryck för nervösa och perversa förnimmelser i obegränsad nyanserbarhet. Nordisk familjebok beskrev år 1896 hans diktning som 
| ” | […] fantastiskt anlagd, men på samma gång oförskräckt naturalist, med en verklig mani för det bisarra och paradoxala, drog Baudelaire med välbehag människohjärtats förvillelser och nattsidor i ljuset. Det är sällsamma och giftiga blommor, uppspirande ur en åldrande och urartad civilisations osunda kyrkogårdsmull, men dock var för sig en fulländad organism med egna färger och doft. Ehuru innerst dyrkare av den ideala skönheten, följer denne skald en dragning till det hiskliga, det fysiskt och moraliskt motbjudande och perversa, alltunder det att han föraktar det och städse visar huru synden, som han anser vara medfödd och obotlig, straffar sig själv genom själskval. Ur denna pestluft höjer han sig stundom till inspirerad flykt mot renhetens blåa eter himmel. Baudelaire idkade konsten för dess egen skull, utan bihänsyn, och hans stil är i högsta grad konstfulländad, rytmiskt fulltonande, fyndig, koncis och raffinerat sirlig, ägnad att återge de mest sammansatta eller svävande stämningsnyanser, de koketta smådragen hos en artificiell »upphjälpt» natur, den nervsjukes svårmodiga hallucinationer. | „ |

Baudelaire avskydde och misstrodde alla progressistiska och utilitaristiska läror. På botten av själslivet fann han perversitet; oförklarliga och fruktansvärda själsrörelser drog till sig och stötte bort hans reflexion; med obotlig melankoli stannade han inför övertygelsen om oföränderligheten av vår existens. Det fula och avskräckande, det sjuka och abnorma, som han skildrade med fördjupning och stilisering, kontrasterar mot den dröm om det absoluta sköna, som var hans konsts ideal.[källa behövs] Bekant är Victor Hugos karakteristik av hans poesi: "Ni har givit konstens himmel en okänd hemsk stråle; ni har skapat en ny rysning."
I Petits poėmes en prose, små prosapoem, återgav han inte bara yttre utan även inre syner. Ur denna postuma samling som också kallas Le Spleen de Paris från 1869 hämtade André Breton ett bidrag till sin antologi om svart humor, Anthologie de l'humour noir (1940).

## Politik och filosofi

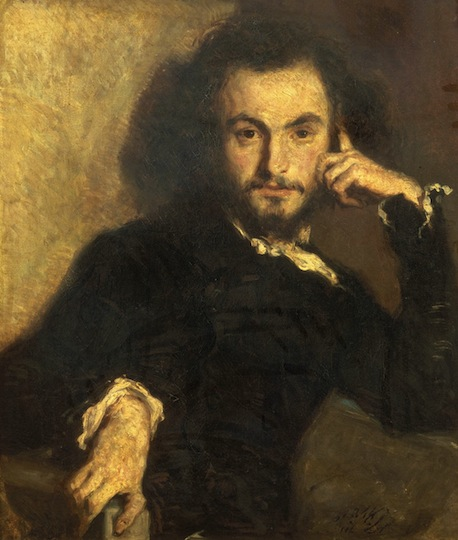
Porträtt av Baudelaire (1844).

### Från revolutionär till reaktionär
Baudelaires politiska åsikter förändrades under hans levnadslopp. Som 27-åring deltog han i revolutionerna 1848, driven av "hämndlust och förstörelselusta", och han skrev också för en revolutionär tidning under denna tid. Därefter svalnade hans intresse för radikala idéer. Fram emot slutet av sitt liv anammade han konservativa värderingar och betraktade sig som discipel till den ärke-reaktionäre tänkaren Joseph de Maistre. I sin dagbok skriver han:
| ” | Bara den aristokratiska regeringsformen är förnuftig och säker. Kungadöme och republik är lika meningslösa och svaga, om de grundas på demokrati. […] Det finns bara tre slags aktningsvärda varelser: prästen, krigaren och skalden. Att veta, att döda och att skapa. De andra är skattskyldiga och dagsverksskyldiga, gjorda för stallet, dvs för att utöva det man kallar yrken. | „ |

Trots sitt politiska ställningstagande verkar han emellertid inte hysa någon agg till revolutionärerna: "1848 var roligt", skriver han, "endast för att varenda människa då byggde luftslott" samt "Robespierre kan uppskattas endast för att han har sagt några vackra fraser". I den mån revolutionen står för någonting estetiskt, poetiskt, kreativt, så kan den gouteras. Inte heller verkar Baudelaire dra någon skarp gräns mellan revolutionärer och reaktionärer: Tronen och Altaret (synekdoke för Kungadömet och Kristendomen) är enligt Baudelaire rentav "en revolutionär maxim" så som den med himlastormande lidelse förfäktas av hans lärofader Joseph de Maistre.
Mera fientligt inställd är Baudelaire till de liberalt sinnade personerna i det progressiva lägret, eftersom dessa inte alls har någon förståelse för skönhet och passion, utan bara drivs av ett simpelt och praktiskt nyttotänkande. Exempel därpå är författarinnan George Sand, som han kallar "omoralens kälkborgare", "latrintunna" och "en stor gås", samt filosofen Voltaire, som han i en hätsk tirad kallar "antidiktaren, dumbommarnas konung, de ytligas furste, antikonstnären, portvakternas predikant, marionettgubbe åt redaktörerna i Le Siècle."
På många ställen i sina journaler redogör han för sin inställning till det progressiva tänkandet, vilken huvudsakligen är pessimistisk. Bland annat skriver han: "Tron på framåtskridandet är en lära för de lata, en lära för belgier. Det är individen som räknar med att grannarna skall göra arbetet åt honom. Det kan inte ske något framåtskridande (verkligt, dvs andligt) annat än hos individen och genom individen själv."

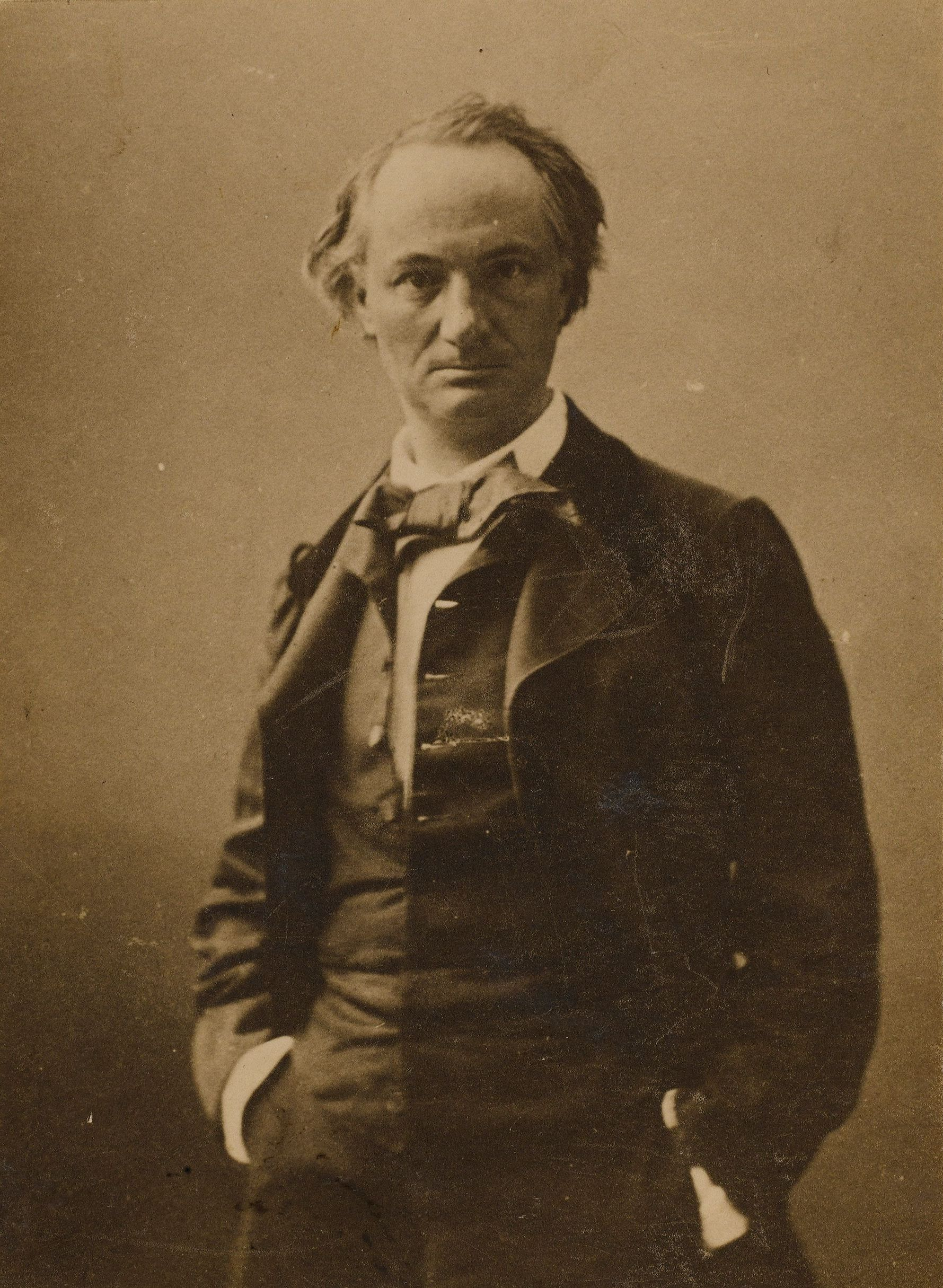
Porträtt av Baudelaire (1855).

### Dandyn som övermänniska
Baudelaires romantiska individualism och aristokratiska elitism harmonieras i en viss karaktärstyp, den så kallade dandyn, som enligt honom utgör den mest högtstående varelse. Angående fenomenet Dandyism tillämpar han en hypofor och frågar: "Vad är övermänniskan? Det är inte specialisten. Det är mannen som är fri och ledig och har allmänbildning." Vid ett tillfälle skymtar en viss misogyni, när han kallar kvinnan "vulgär, dvs dandyns motsats". Samtidigt är det ett genomgående drag i hans skrifter att han talar väl om sin moder och framhäver sina plikter gentemot henne. Det är också tydligt att hans resonemang rymmer en övernaturlig dimension. "Satan", skriver Baudelaire, "är den mest fulländade typen av manlig Skönhet – Satan så som Milton framställer honom." Stil och språk beskrivs som "magisk verksamhet, andebesvärjande trolldom". Han talar även om "klädselns moraliska betydelse" och menar att en dandy bör utveckla stark självmedvetenhet, att han "bör eftersträva att oavbrutet vara sublim; han bör leva och sova framför en spegel".
Individens förhållande till kollektivet, det offentliga, det konventionella, är av stor betydelse i sammanhanget. Baudelaire förespråkar en upphöjd form av etisk egoism: "Att vara en stor man och ett helgon för sin egen skull är det enda som betyder något." Till skillnad från religionens många helgon har Baudelaires övermänniska inga som helst samhälleliga plikter att fullgöra. Med sardonisk överlägsenhet ställer han en retorisk fråga till läsaren: "Kan ni tänka er en dandy tala till folket annat än för att håna det?" Det är av denna anledning, som Baudelaire kan avvisa diktaturen som statsskick. Levande under Napoleon III:s styre skriver han: "Diktatorn är folkets lakej, ingenting annat – en ynklig roll för övrigt – och hans ära är resultatet av hans förmåga att anpassa sig till den nationella dumheten." I grund och botten är diktatorn en demagog och bör föraktas som sådan.
Sammanfattningsvis kan det konstateras, att Baudelaires individualism och esteticism ligger till grund för hans politiska filosofi med dess aristokratiska tillgivenhet. Vid första anblick kan hans ställningstaganden te sig något motsägelsefulla och häpnadsväckande, men på det hela taget presenterar han en originell teori om den ultra-individualistiska, anti-demokratiska Övermänniskan, vilket är ett tema som senare tas upp och utvecklas av bland annat Nietzsche, Mencken och Ortega y Gasset.

## Mottagande i Sverige
I Sverige uppmärksammades han först på allvar på 1880-talet av bland annat Ola Hansson, Oscar Levertin och Emil Kléen, men det dröjde fram på 1900-talet innan Baudelaire var ett känt författarnamn i Sverige. En av hans översättare till svenska var Dan Andersson, en annan bildkonstnären Nils Bringfelt. Essäerna Den ensamme flanören och Det moderna livets målare har översatts till svenska av Lars Holger Holm.